# Moonsault
 (septembre 2008).
Si vous disposez d'ouvrages ou d'articles de référence ou si vous connaissez des sites web de qualité traitant du thème abordé ici, merci de compléter l'article en donnant les références utiles à sa vérifiabilité et en les liant à la section « Notes et références ».

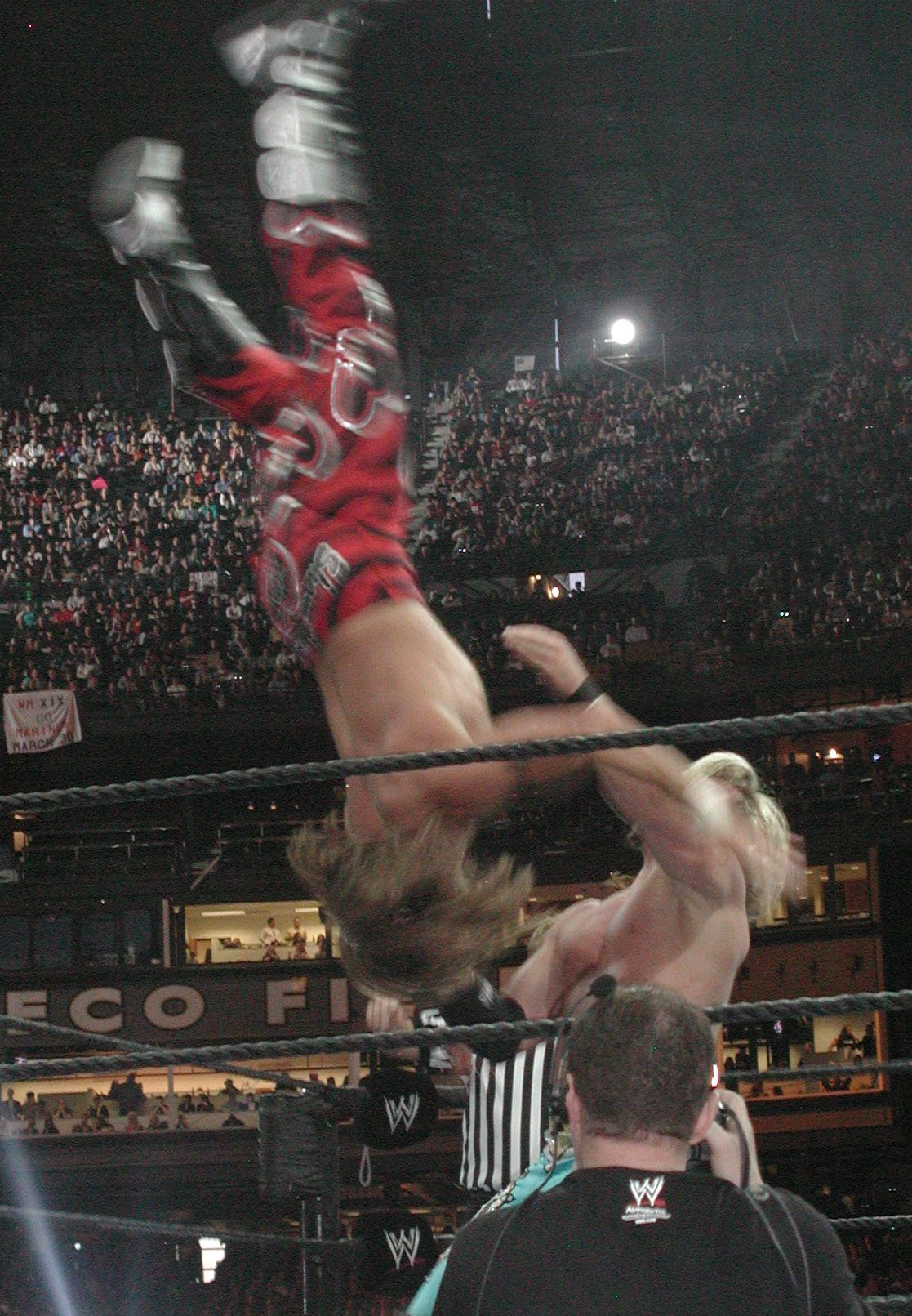
Shawn Michaels exécutant le moonsault sur Chris Jericho à WrestleMania XIX.

Le moonsault est une technique aérienne de catch. Cette technique voit un attaquant se mettre dans une position élevée, habituellement sur le crochet entre les cordes et l'un des poteaux du ring, et de faire un salto en arrière pour atterrir sur un adversaire couché par terre, l'attaquant l'écrase alors avec tout son poids lors de sa chute. 
On appelle ce mouvement moonsault, en français « saut de lune », car le corps de la personne qui le réalise prend la forme d'un croissant de lune.

## Variantes

### Moonsault Splash
Cette attaque consiste à que l'adversaire sois étendu sur le dos et l'attaquant fasse sur un moonsault pour tomber sur l'adversaire en spalsh qui est au sol. Matt Hardy, Jeff Hardy, Cody Rhodes

### Double rotation moonsault
Le double rotation moonsault, 720 moonsault ou encore double backflip splash est effectué de la 3e corde ou d'une position élevée. L'attaquant fait deux tours en arrière puis atterrit sur le ventre.

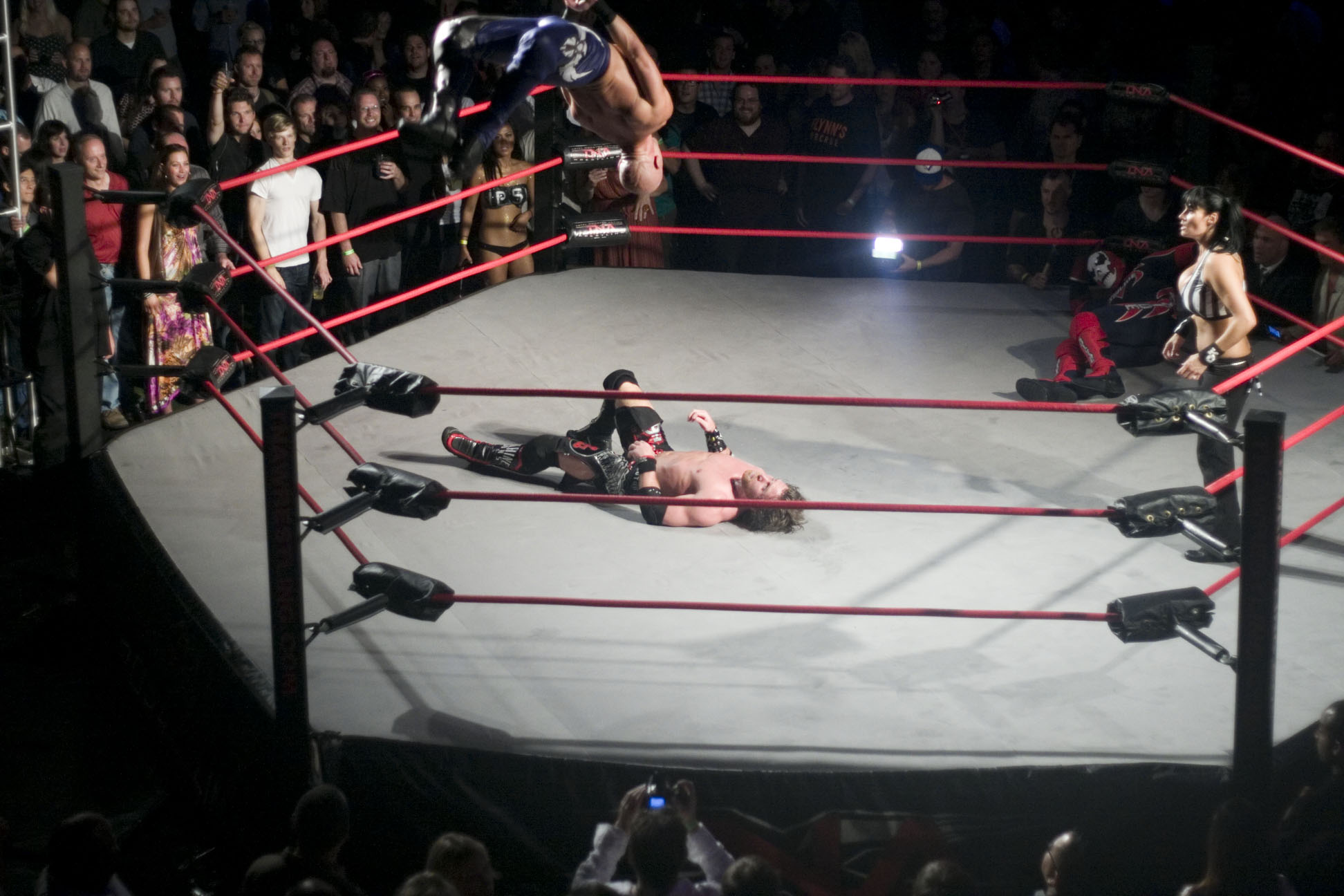
Cristopher Daniels exécutant le double jump moonsault sur Chris Sabin.

### Double jump moonsault
Cette variation du moonsault consiste à sauter sur la deuxième corde puis sur la troisième d'où le nom de double jump (double saut). L'attaquant saute ensuite dans les airs et fait un salto arrière comme un moonsault normal et retombe avec la partie abdominale sur son adversaire. C'est l'une des prises de finitions de Christopher Daniels qu'il nomme Best Moonsault Ever (BME).

### Diving Moonsault
Comme un Moonsault mais d'un point encore plus élevé. Cette technique est utilisée par Matt Hardy qui en fait sa prise de finition et l'utilise d'un point plus élevé et le plus souvent d'une échelle ou du haut d'une cage.

### Diving Corkscrew Moonsault
Comme un diving moonsault mais il fait un corkscrew pendant le saut et retombe en moonsault sur l'adversaire. Cette prises  est utilisé par le catcheur Neville ou encore Charlotte Flair qui l'utilise comme prise de signature.

### Moonsault  side slam
Moonsault side slam ou encore appelé Spanish Fly cette version du moonsault voit les deux adversaires être sur la troisième corde et doivent avoir les deux parties avant de leur corps collées l'une sur l'autre. Ensuite, l'attaquant enroule ses bras autour du corps de son adversaire puis saute dans les airs avec lui et fait un salto arrière tout en faisant tourner son adversaire avec lui et le fait tomber au sol. Evan Bourne utilise cette prise sous le nom de cyclorama et Sin Cara en fait sa prise de finition (à la WWE). Il existe aussi une autre version en standing moonsault appelé standing moonsault slam  dans laquelle les deux adversaires ne doivent pas être sur la troisième corde  mais debout sur le ring. Cette variante est utilisée par John Morrison et Paul Burchill (en tant que finisher) sous le nom de C-4.

### Moonsault senton
Le moonsault senton est utilisé plutôt par des catcheurs de type mi-lourds. Cette technique voit un attaquant se mettre dans une position élevée, habituellement, sur le poteau du ring, et de faire un salto en arrière continuer sa rotation pour atterrir en senton (sur le dos) sur l'adversaire couché par terre, l'attaquant l'écrase alors avec tout son poids lors de sa chute. Cette technique est considérée comme une manœuvre dangereuse pour l'exécuteur et le récepteur. En effet, si un catcheur est incapable de faire la rotation complète, ou s'il tombe incorrectement sur l'adversaire, cela peut causer des blessures.

### Moonsault attack
Cette attaque peut être réussie seulement quand l'adversaire est debout. L'attaquant monte sur le crochet entre les cordes et l'un des poteaux du ring puis exécute un moonsault sur l'adversaire. C'est la prise de finition de Jimmy Wang Yang, elle est aussi utilisée par Cody Rhodes et Matt Hardy

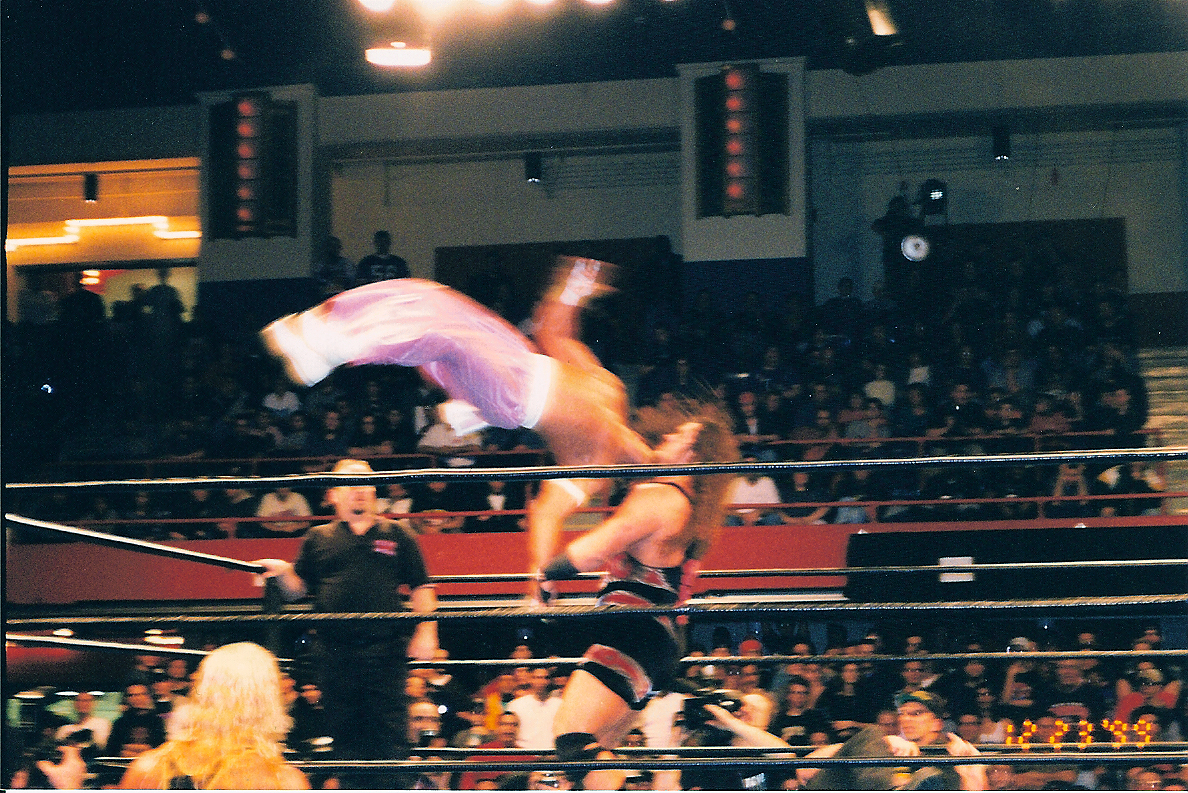
Sabu exécutant un springboard moonsault sur Rhyno.

### Springboard moonsault
C'est une signature de Chris Jericho qu'il a nommé Lionsault.
Le catcheur s'appuie sur la 2e ou la 3e corde pour réaliser le moonsault.
Rey Mysterio l'utilise aussi mais en Springboard Moonsault Attack, il y a également Sin Cara qui lui, l'utilise en finisher mais il effectue avec sa un Springboard Swanton Bomb.

### Split-legged moonsault
L'attaquant est sur le crochet entre la troisième corde et l'un des poteaux, dos au ring. L'adversaire est sur le ring, étendu sur le dos. L'attaquant se laisse tomber en position assise sur la troisième corde en s'accrochant avec les mains. L'impulsion de ses cuisses sur les cordes le projette en arrière et lui permet d'effectuer un moonsault. Cette prise est popularisée par Rob Van Dam  (Hollywood star press) .C'est aussi une prise signature de Naomi.

### Split-legged Corkscrew moonsault

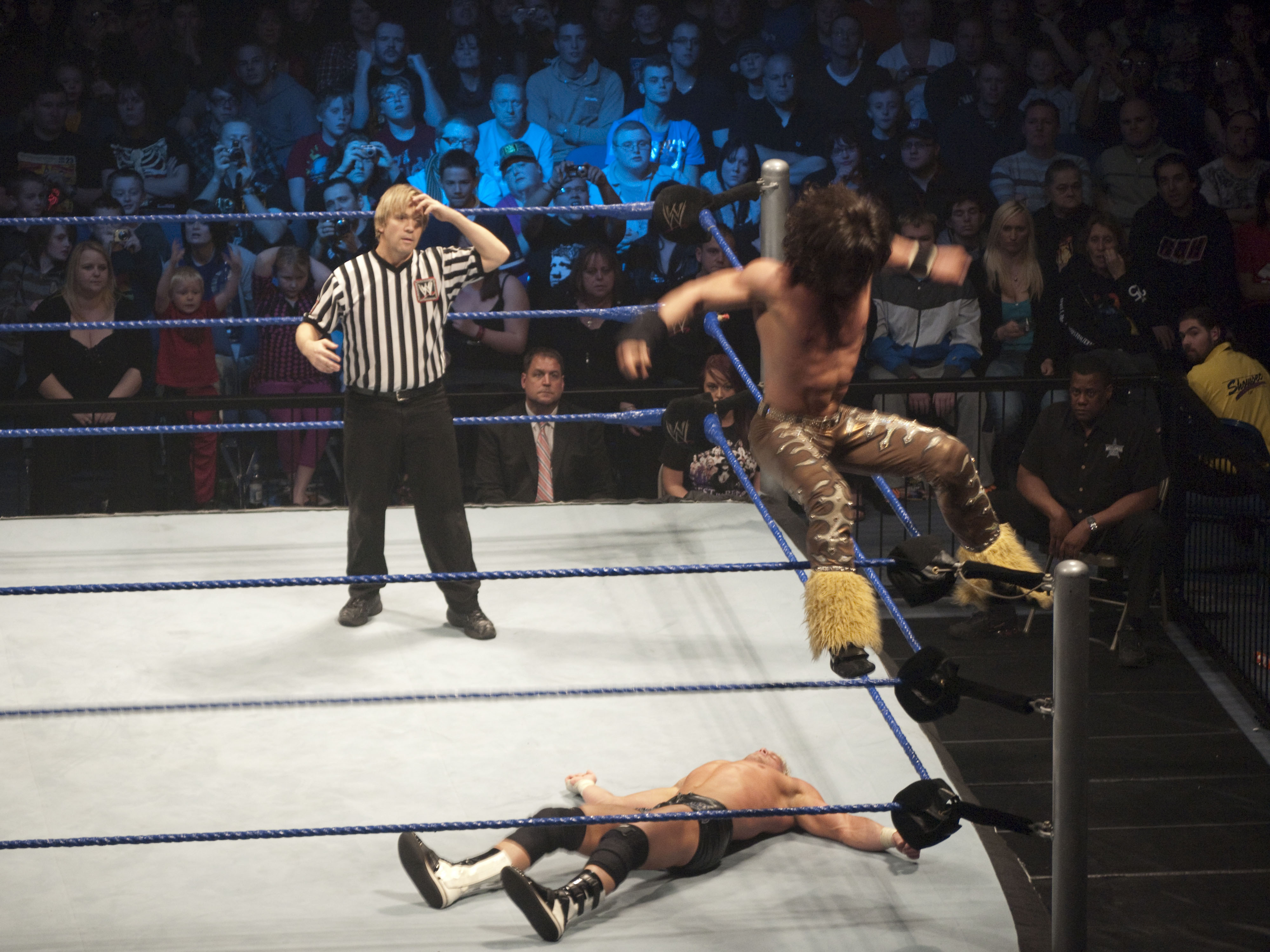
John Morrison s'apprêtant à exécuter le Split-legged Corkscrew moonsault.

L'attaquant est au sommet sur le crochet entre la troisième corde et l'un des poteaux, dos au ring. L'adversaire est sur le ring, étendu sur le dos. L'attaquant se laisse tomber en position assise sur la troisième corde en s'accrochant avec les mains. L'impulsion de ses cuisses sur les cordes le projette en arrière et lui permet d'effectuer un corkscrew moonsault. Cette prise est popularisée par John Morrison sous le nom de Starship Pain.

### Standing moonsault
Un standing moonsault est une attaque de catch ou l'exécuteur est debout et son adversaire est couché sur le sol, il prend alors de l'élan et exécute un moonsault. 
La différence entre un standing moonsault et un diving moonsault est que pour un standing moonsault, l'attaquant est sur le sol alors que pour le diving moonsault, il est en haut du poteau du ring. Evan Bourne utilise souvent cette prise tout comme Eve.

### Rounding Moonsault
L'attaquant est sur la 3e corde son adversaire au sol sur le dos. Au moment de sauter, le catcheur fait une sorte de roue latérale et atterrit ensuite en moonsault. Cette prise est utilisée par Alexa Bliss qui l'appelle Twisted Bliss. Elle l'utilise comme prise de finition.